# アントラーズ (映画)
『アントラーズ』（原題: Antlers）は2021年に公開されたアメリカ合衆国・カナダ・メキシコ合作のホラー映画である。監督はスコット・クーパー、主演はケリー・ラッセルが務めた。本作はニック・アントスカが2019年に発表した短編小説『The Quiet Boy』を原作としている。
本作は日本では劇場公開されず、Disney+にて2022年1月5日より配信された。

## 概略
オレゴン州のとある田舎町。教師のジュリア・メドウズは教え子の1人、ルーカスが虐待を受けているのではないかと心配していた。と言うのも、ルーカスが小動物を殺したり、街中で突然叫びだしたりするようになったからである。ジュリアは保安官である弟（ポール）と共に調査を始めたが、その先に待っていたのは世にもおぞましい怪物との戦いであった。

## キャスト
※括弧内は日本語吹替。
- ジュリア・メドウズ - ケリー・ラッセル（甲斐田裕子） - 
  - 若い頃のジュリア・メドウズ - ケイトリン・ピーターソン（永瀬アンナ） -
- ポール・メドウズ保安官 - ジェシー・プレモンス（小森創介）
- ルーカス・ウィーヴァー - ジェレミー・T・トーマス（宮岸泰成）
- ウォーレン・ストロークス - グラハム・グリーン（石住昭彦）
- フランク・ウィーヴァー - スコット・ヘイズ（河本邦弘）
- ケニー - マイケル・エクランド（金光宣明）
- ダン・レクロイ - ロリー・コクレーン（野川雅史）
- ブース校長 - エイミー・マディガン（片貝薫）
- クリント - コディ・デイヴィス（福田学人）
- エイダン・ウィーヴァー - ソーヤー・ジョーンズ（細田梨太）
- フランシス（佐々木祐介）
- レジの女性（塙英子）
- 男性鑑識官（玉井勇輝）
- ハリソン（弘松芹香）
- ジャスミン（川上ひろみ）
- キャロル（杉山里穂）
- 女性保健師（多田沙綾）
- 男性警官1（赤坂柾之）

## 製作
2018年7月11日、ケリー・ラッセルが本作の出演交渉に臨んでおり、スコット・クーパーに本作の監督オファーが出ているとの報道があった。8月14日、ジェシー・プレモンスの出演が決まったと報じられた。10月1日、グラハム・グリーン、ジェレミー・T・トーマス、エイミー・マディガン、スコット・ヘイズがキャスト入りした。

### 撮影・音楽
本作の主要撮影は2018年10月1日にカナダのバンクーバーで始まり、同年11月20日に終了した。
2019年5月7日、ハビエル・ナバレテが本作で使用される楽曲を手掛けることになったと報じられた。

## 公開・マーケティング
当初、本作は2020年4月17日に全米公開される予定だったが、同年3月中旬にアメリカ国内で新型コロナウイルスが流行したため、多くの映画館が閉鎖されるという事態が発生した。そのため、配給元のサーチライト・ピクチャーズは本作の全米公開を延期する決断を下した。7月、本作の全米公開日が2021年2月19日に再設定されたが、後に公開日は同年10月29日へと延期されることになった。
2019年8月20日、本作のティーザー・トレイラーが公開された。10月23日、本作のオフィシャル・トレイラーが公開された。12月10日、本作のファイナル・トレイラーが公開された。2021年10月11日、本作はビヨンド・フェストのクロージング作品としてプレミア上映された。29日、本作は全米2800館で封切られ、公開初週末に427万ドルを稼ぎ出し、週末興行収入ランキング初登場6位となった。

## 評価
本作は批評家から好意的に評価されている。映画批評集積サイトのRotten Tomatoesには171件のレビューがあり、批評家支持率は60%、平均点は10点満点で5.9点となっている。サイト側による批評家の見解の要約は「ホラー要素と寓話的要素のバランスをうまい具合にすることに苦労している。しかし、『アントラーズ』に出てくるクリーチャーの造形は実に素晴らしいものであり、鑑賞を勧めるに足る鋭さのある作品には仕上がっている」となっている。また、Metacriticには33件のレビューがあり、加重平均値は57/100となっている。なお、本作のCinemaScoreはC+となっている
。